# Amina Mezioud
Amina Mezioud est une joueuse algérienne d'échecs née en 1988, maître international féminin depuis 2005.
Au 1er septembre 2019, elle est la numéro un algérienne avec un classement Elo de 2 104 points.

## Biographie et carrière
Amina Mezioud a remporté trois fois le championnat arabe d'échecs en 2012, 2017 et 2019.
Elle s'est qualifiée à cinq reprises au championnat du monde d'échecs féminin (en 2006, 2010, 2012, 2015 et 2017).
Elle est médaillée d'or individuelle au quatrième échiquier aux Jeux africains de 2003. Aux Jeux africains de 2011 à Maputo, elle obtient la médaille d'argent individuelle au premier échiquier.

## Titres internationaux
En 2020, Amina Mezioud devient grand maître international féminin.